# Österreichische Eishockey-Liga
La Österreichische Eishockey-Liga, meglio nota come win2day International Central European Hockey League (ICE Hockey League) per motivi di sponsorizzazione, è il massimo livello del campionato austriaco di hockey su ghiaccio. Dal 2003 al 2020, sempre per motivi di sponsor, era nota come Erste Bank Eishockey Liga (EBEL) È stata fondata nel 1965 e, dopo la riforma del 2006 comprende anche squadre straniere, trasformandosi così in un campionato internazionale: attualmente vi partecipano squadre che provengono da Austria, Italia, Slovenia e Ungheria (in passato anche da Croazia, Repubblica Ceca e Slovacchia).
Il Klagenfurter AC è l'unica squadra che ha preso parte a tutte le edizioni del campionato, nel quale detiene il record di titoli vinti con 32 successi. Complessivamente, comprendendo anche i titoli precedenti l'istituzione della ÖEL, il Klagenfurter AC si è aggiudicato 30 campionati.
La lega è membro di Hockey Europe, ed attualmente ha diritto ad iscrivere tre squadre alla Champions Hockey League (la vincitrice della stagione regolare, la vincitrice del Pick-Round e la vincitrice dei play-off).
Il campionato di livello inferiore è di fatto la Alps Hockey League, ambedue i tornei sono infatti organizzati dallo stesso ente.

## Formula
La formula subisce dei piccoli ritocchi quasi ad ogni stagione, comunque a partire dal 1989-1990 si sono giocati regolarmente i play-off per l'assegnazione del titolo. In precedenza, al termine della stagione regolare veniva giocato un girone finale all'italiana tra le migliori classificate.
Dalla stagione 2003-2004 vi sono due trofei, uno assegnato dalla lega e uno assegnato dalla federazione (ÖEHV) destinato al club campione d'Austria. Anche se i club stranieri possono partecipare ai play-off, non possono in caso di vittoria fregiarsi del titolo di "Campione d'Austria", ma solo di campione della lega. Il titolo nazionale andrebbe assegnato alla squadra austriaca meglio piazzata (l'evento si è verificato per la prima volta al termine della Österreichische Eishockey-Liga 2013-2014, con gli italiani dell'HC Bolzano vincitori della EBEL e i finalisti sconfitti, l'EC Red Bull Salzburg, campioni d'Austria).

## Storia

### Nascita e sviluppo della nuova lega
Fino alla stagione 1964-1965 il campionato austriaco era suddiviso in due categorie, chiamate Nationalliga A e Nationalliga B, quest'ultima suddivisa in diversi gironi regionali. Nel 1965 la Nationalliga A comprendeva otto squadre: Klagenfurter AC, Innsbrucker EV, Wiener EVg, SV Ehrwald, EK Zell am See, ATSE Graz e Salzburger EV.
In una riunione federale del 15 maggio 1965, viene deciso di creare una nuova massima serie, chiamata Bundesliga, comprendente appena 4 squadre, che si contenderanno il titolo di campione d'Austria. Nel corso delle stagioni successive era previsto l'ampliamento del numero delle squadre partecipanti, dal momento che la ÖEHV dispose il blocco delle retrocessioni e i vincitori della Nationalliga B venivano progressivamente ammessi alla Bundesliga.
Contemporaneamente, viene intrapreso un processo di professionalizzazione delle strutture sportive nazionali, in quanto la vecchia struttura semiprofessionistica non è più in grado di garantire competitività.
Nella stagione 1965-1966 viene disputato il primo torneo "professionistico", con tre squadre provenienti dalla ex-Nationalliga A (KAC, IEV, WEVg) e un nuovo club, il Kitzbüheler EC. Erhart Hermann dell'IEV segna il primo gol della nuova Bundesliga; il KAC a fine stagione festeggia il titolo, l'ottavo della sua storia. La formula del campionato prevedeva un girone all'italiana con partite di andata e ritorno, senza play-off. Entro il 1970 la Bundesliga raddoppiò, passando a 8 squadre, mentre nella stagione 1968-1969 era stato istituito il Meisterrunde, primo esempio di post-season nell'hockey su ghiaccio austriaco. Venne anche introdotto un meccanismo di promozione/retrocessione con spareggio tra l'ultima classificata di Bundesliga e la vincitrice dell'Oberliga. In questi anni il campionato viene sempre vinto dal KAC.

### Il dominio del Klagenfurter AC
Negli anni settanta il Klagenfurter AC proseguì il suo dominio in campionato. Dal 1966 al 1980 solo due volte la squadra della Carinzia lasciò lo scettro di campione d'Austria, e in entrambi i casi (1975 e 1978) a beneficio dell'ATSE Graz. In questo periodo la formula del campionato è stata oggetto di varie modifiche, sebbene il numero delle squadre resti stabile a quota 8 dal 1970 al 1984, con la sola eccezione del torneo 1976-1977 giocato da 7 squadre. Nella stagione 1973-1974 vengono introdotti i play-off, con semifinali, finale per il 3º posto e finale per il titolo. La stessa formula viene usata nei campionati 1976-1977 e 1977-1978, poi nel 1978-1979 viene reintrodotto il Meisterrunde con partite di andata e ritorno. Il numero di partite, che nella prima stagione era di 24 e nel 1968-1969 di 100, balzò a 148 nel 1979-1980.
Contestualmente continuò la professionalizzazione del campionato. Più soldi, e anche per la prima volta giocatori stranieri. Nella stagione 1970-1971 venne disputato il primo campionato scolastico a livello nazionale, con l'intento di promuovere l'hockey su ghiaccio e la formazione di nuovi talenti. Nel 1972 la federazione introduce l'obbligo di portare il casco protettivo nelle partite e, negli anni successivi, si moltiplicano gli interventi per limitare il gioco violento.
Nella stagione 1972-1973 avviene un episodio curioso: al Wiener EV vengono inflitti 16 punti di penalizzazione per aver messo sotto contratto un giocatore straniero, Paul Kremz, cecoslovacco poi naturalizzato. Kremz peraltro giocava a Vienna già dal 1971. Quello degli stranieri era un problema molto sentitio: nel 1975 la ÖEHV introdusse la regola che consentiva di tesserare un solo giocatore proveniente da un'altra federazione, con l'obiettivo di migliorare la crescita dei talenti austriaci. Ma la naturalizzazione era un potente (e sfruttatissimo) fattore di aggiramento della regola: i cosiddetti Austros, giocatori con doppia nazionalità e di origini austriache, crebbero insieme alla competitività della lega. Nel 1975 venne introdotta anche la regola che consentiva la sostituzione del portiere.
Nel 1978 il neoeletto presidente federale, Hans Dobida, negoziò con la ORF il primo contratto televisivo della storia dell'hockey su ghiaccio austriaco. Da allora le partite di campionato vengono regolarmente trasmesse in televisione.

### Gli anni ottanta e novanta
Negli anni ottanta è emerso un problema di costi, dal momento che le squadre del campionato erano tutte relativamente distanti, le spese per le trasferte si alzarono sempre più. La federazione lavorò sulla qualità della classe arbitrale, con l'introduzione di un sistema di controllo e formazione.
Un vero e proprio boom di interesse ha suscitato l'ascesa della Nazionale nel gruppo B del Mondiale. Sulla scia di questo successo il pubblico della Bundesliga ha continuato ad aumentare, e alcune società si sono indebitate sempre di più per poter allestire roster competitivi. Nel 1984 il fallimento del Kapfenberger SV, e l'anno seguente i gravi problemi finanziari del WAT Stadlau, portarono alla luce le difficoltà dei club di competere con investimenti sempre più elevati.
Con gli anni novanta una nuova competizione, la Alpenliga, affiancò i campionati nazionali di Austria, Slovenia, Italia e Jugoslavia. Per dare spazio a questo torneo, il numero di partite di campionato venne ridotto. Nella stagione 1993-1994 solo quattro squadre presero parte alla Bundesliga, e contemporaneamente disputarono anche l'Alpenliga.
In questo periodo il VEU Feldkirch riuscì a dominare il campionato, forte dei numerosi investimenti operati, conquistando cinque titoli consecutivi oltre a quattro Alpenliga e all'edizione 1997-1998 della European Hockey League, laureandosi campione d'Europa, prima volta di un club austriaco. Nel 1999 solo 4 squadre prendevano parte alla Bundesliga, nella stagione 2000-2001 il loro numero salì a 10. Questo perché l'ennesimo fallimento, stavolta proprio del VEU Feldkirch, mise in allarme la federazione, che decise di creare un nuovo campionato con budget più ragionevoli. Si trovò anche uno sponsor per il torneo: la compagnia d'assicurazioni UNIQA.

### La nascita della EBEL

Il logo della lega tra il 2003 ed il 2020

Nella stagione 2003-2004 il campionato prese il nome di Erste Bank Eishockey Liga grazie alla sponsorizzazione della Erste Bank. Nelle stagioni successive il numero di squadre è notevolmente aumentato (inizialmente erano solo 7 i team iscritti), con l'ingresso dei primi club stranieri. Primo fra tutti, lo Jesenice (Slovenia) nel 2006-2007, fino ad arrivare poi a un torneo sempre più competitivo con squadre da Slovenia, Croazia, Ungheria ed altri Paesi, tra cui l'Italia.

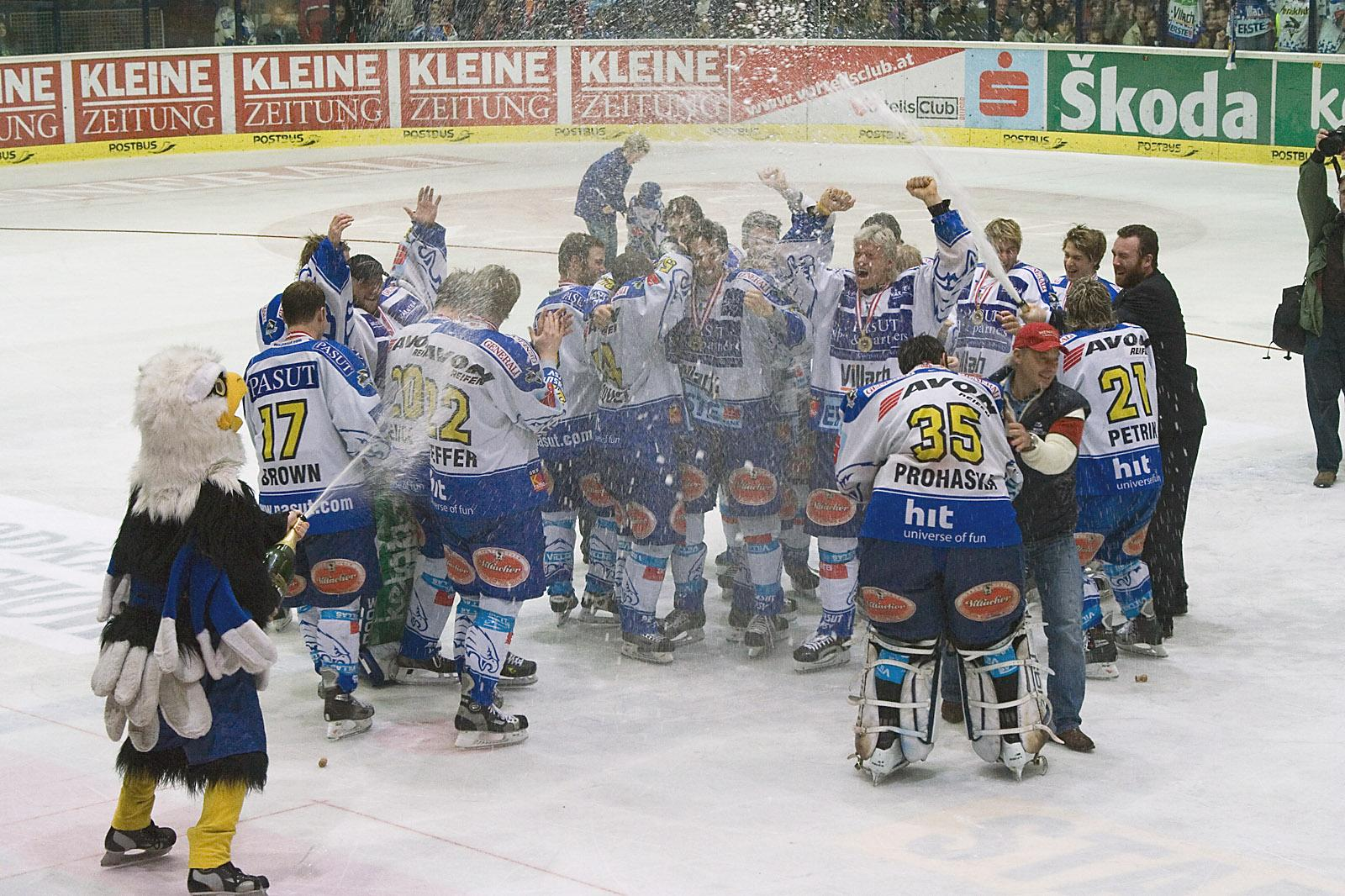
Il Villach festeggia il titolo del campionato 2005-2006

Nella stagione 2009-2010 la lega è risultata il settimo campionato più seguito d'Europa in termini di pubblico e competitività, entrando così a far parte della Hockey Europe, l'associazione che riunisce le sette leghe professionistiche più sviluppate d'Europa.

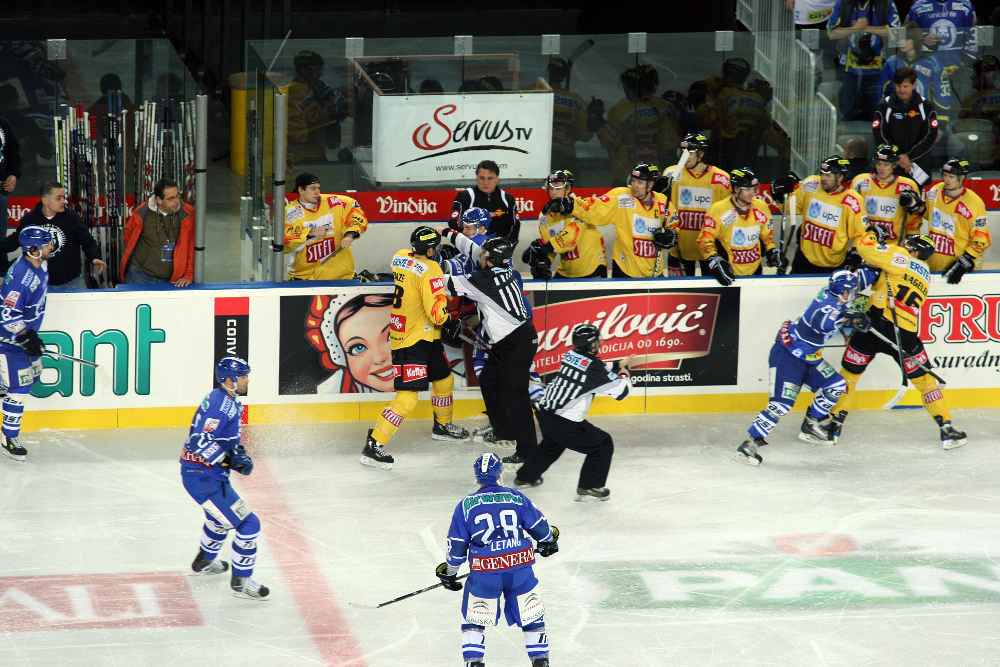
Zagabria vs Vienna in un match del 2011

Nella stagione 2012-2013, a seguito dello scioglimento della Nationalliga (il secondo livello del campionato austriaco) per la costituzione della neonata Inter-National-League, due squadre (Dornbirner e TWK Innsbruck, quest'ultima squadra vincitrice del campionato e già presente negli anni passati in EBEL) optarono per la richiesta d'iscrizione in EBEL, la quale fu in seguito accettata. In vista della stagione 2013-14, data la partenza del Medveščak per la Kontinental Hockey League, fu accettata l'iscrizione in EBEL dell'HC Bolzano, squadra fino ad allora appartenente alla Serie A italiana e che più volte aveva manifestato l'interesse di partecipare a tale Lega, ricevendo però sempre parere negativo da parte della Federazione italiana. Proprio il Bolzano, al suo primo anno in EBEL, vincerà poi il titolo, prima squadra straniera a riuscire nell'impresa.

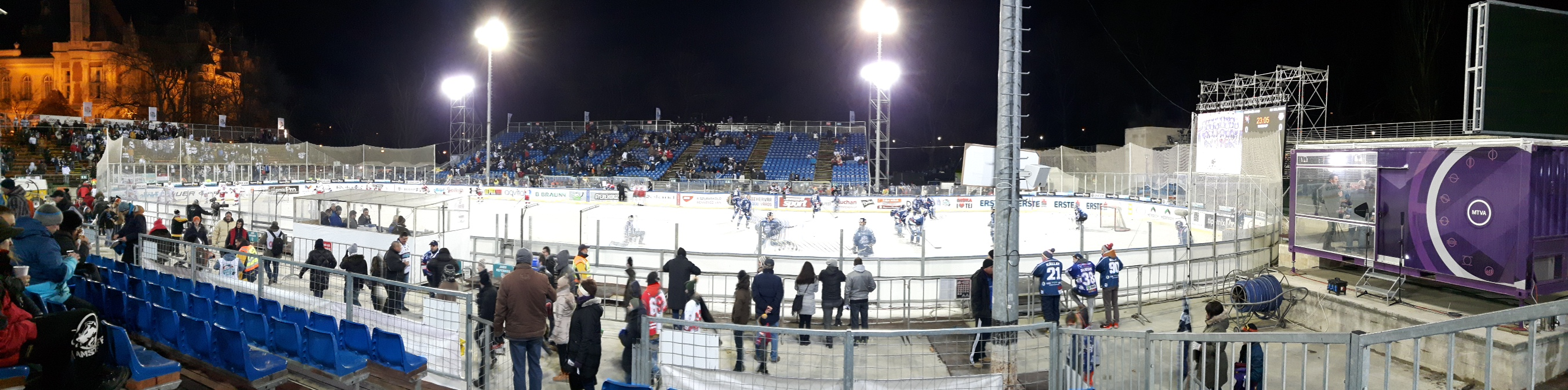
Winter Classic 2016-17 tra SAPA Fehervar AV19 e Red Bull Salisburgo giocato nel parco cittadino di Budapest

Le due stagioni successive sono segnate dal dominio del Red-Bull Salzburg, che batterà in finale nel 2015 i Vienna Capitals e nel 2016 l'Orli Znojmo.                                                     Nella stagione 2016-2017 si assisterà invece ad un impressionante dominio dei Vienna Capitals che vinceranno la regular season, il pick-round e poi i play-off senza perdere nemmeno una delle 12 partite disputate. Nel frattempo prenderà forma la Alps Hockey League, lega di livello inferiore dove si iscriveranno alcune seconde squadre di team iscritti in EBEL. 
La stagione seguente vedrà invece la vittoria dell'HC Bolzano che firmerà un'impresa memorabile vincendo il suo secondo titolo EBEL in modo rocambolesco. Dopo essere stati per lungo tempo ultimi in classifica, aver cambiato allenatore durante la stagione ed essersi qualificati ai play-off all'ultima partita del qualification-round (un mini girone tra le ultime 6 squadre in classifica dopo la regular season per conquistarsi gli ultimi 2 posti disponibili per i play-off; le prime 6 invece disputavano un altro gironcino a parte detto pick-round) i biancorossi riusciranno a eliminare nell'ordine Klagenfurt e Vienna per approdare in finale nuovamente contro i Red-Bull di Salisburgo, che riusciranno a battere in gara 7.
Nella stagione 2018-2019 il titolo è stato vinto dal KAC in finale contro i Vienna Capitals, mentre quella successiva venne cancellata durante la disputa dei play-off, a causa della pandemia di COVID-19, senza assegnare il titolo.

### Il cambio di sponsor e di denominazione: nasce la ICE Hockey League

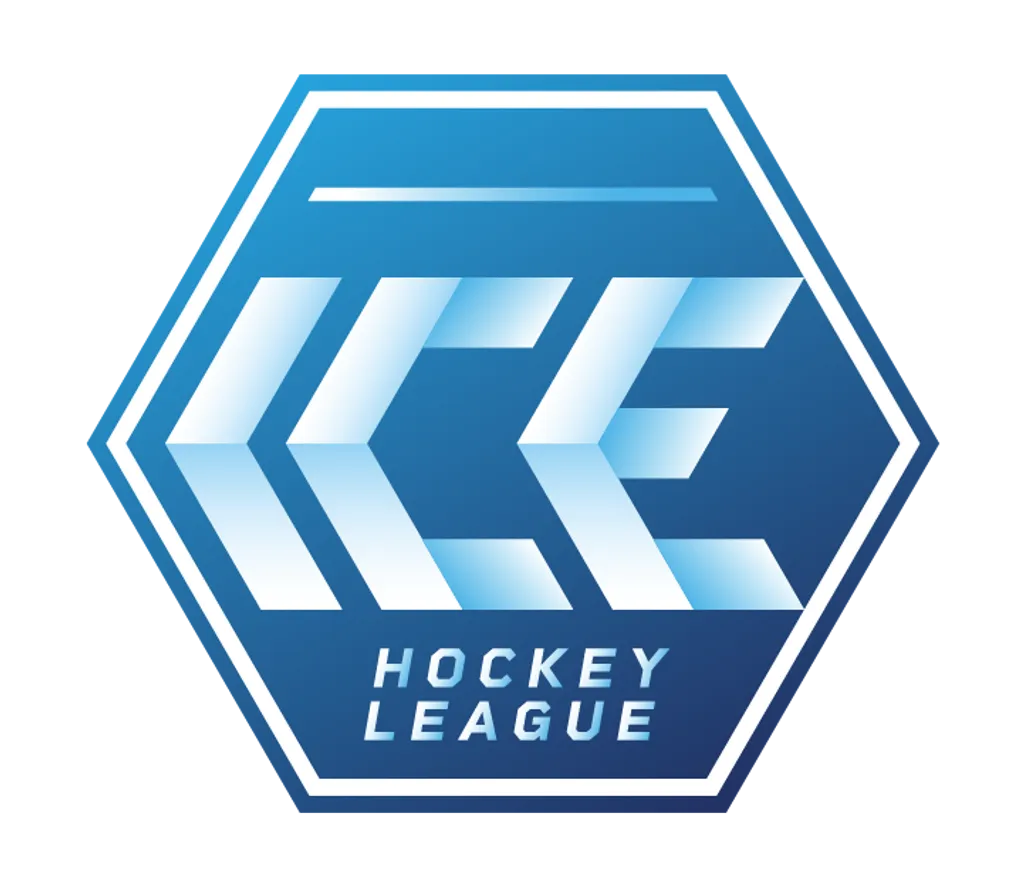
Il logo della Ice Hockey League

Nell'ottobre 2019 Erste Bank rese noto che non avrebbe più rinnovato il contratto come sponsor principale della lega, che durava dalla stagione 2003-2004. Contestualmente anche il canale televisivo gratuito che da dieci stagioni trasmetteva alcuni incontri, Servus TV, comunicò che non avrebbe rinnovato il contratto.
Ad aprile 2020 la lega sottoscrisse un nuovo contratto di sponsorizzazione triennale con bet-at-home.com, e nell'estate successiva venne resa nota la nuova denominazione International Central European (ICE) Hockey League, col relativo nuovo logo. A maggio venne invece reso noto il nuovo partner televisivo gratuito, Puls 24, mentre rimaneva Sky Austria per la pay-tv.
Nel frattempo si iscrissero al campionato altri due club italiani: il Val Pusteria nel campionato 2021-2022 seguito dall'Asiago Hockey l'anno successivo il quale tuttavia, dopo tre anni di permanenza, non verrà riconfermato a causa di problematiche finanziarie e strutturali del club veneto.

## Organico nella ICE Hockey League
Squadre iscritte nella lega dall'anno di nascita della EBEL (stagione 2003-2004). Attualmente sono iscritte al campionato 13 squadre provenienti da Austria, Italia, Slovenia e Ungheria.
Dati aggiornati all'inizio della stagione 2024-25
| Squadra                                                         | Paese                 | Regione               | Città           | Stadio                       | Capacità        | Periodo in EBEL/ICE                  | Campionati giocati | Campionati EBEL/ICE vinti |
| Squadre attuali                                                 | Squadre attuali       | Squadre attuali       | Squadre attuali | Squadre attuali              | Squadre attuali | Squadre attuali                      | Squadre attuali    | Squadre attuali           |
| --------------------------------------------------------------- | --------------------- | --------------------- | --------------- | ---------------------------- | --------------- | ------------------------------------ | ------------------ | ------------------------- |
| Graz 99ers                                                      | Austria (bandiera)    | Stiria                | Graz            | Eisstadion Liebenau          | 4.050           | dal 2003–04                          | 22                 |                           |
| HC TWK Innsbruck                                                | Austria (bandiera)    | Tirolo                | Innsbruck       | OlympiaWorld Innsbruck       | 7.212           | dal 2003–04 al 2008–09 e dal 2012–13 | 19                 |                           |
| EC KAC                                                          | Austria (bandiera)    | Carinzia              | Klagenfurt      | Stadthalle Klagenfurt        | 5.500           | dal 2003–04                          | 22                 | 5                         |
| Black Wings Linz                                                | Austria (bandiera)    | Alta Austria          | Linz            | Donauhalle                   | 3.800           | dal 2003–04                          | 22                 | 1                         |
| Vienna Capitals                                                 | Austria (bandiera)    |                       | Vienna          | Albert-Schultz-Eishalle      | 7.022           | dal 2003–04                          | 22                 | 2                         |
| EC VSV                                                          | Austria (bandiera)    | Carinzia              | Villach         | Villacher Stadthalle         | 4.800           | dal 2003–04                          | 22                 | 1                         |
| Red Bull Salzburg                                               | Austria (bandiera)    | Salisburghese         | Salisburgo      | Eisarena Salzburg            | 3.600           | dal 2004–05                          | 21                 | 9                         |
| SAPA Fehérvár AV 19                                             | Ungheria (bandiera)   | Transdanubio Centrale | Székesfehérvár  | Ifjabb Ocskay Gábor Ice Hall | 3.600           | dal 2007–08                          | 18                 |                           |
| HC Bolzano                                                      | Italia (bandiera)     | Trentino-Alto Adige   | Bolzano         | Sparkasse Arena              | 7.220           | dal 2013–14                          | 12                 | 2                         |
| HC Val Pusteria                                                 | Italia (bandiera)     | Trentino-Alto Adige   | Brunico         | Arena Brunico                | 3.100           | dal 2021–22                          | 4                  |                           |
| HK Olimpija                                                     | Slovenia (bandiera)   | Slovenia Centrale     | Lubiana         | Hala Tivoli                  | 5.000           | dal 2021–22                          | 4                  |                           |
| Pioneers Vorarlberg                                             | Austria (bandiera)    | Vorarlberg            | Feldkirch       | Vorarlberghalle              | 5.200           | dal 2022–23                          | 3                  |                           |
| Asiago Hockey                                                   | Italia (bandiera)     | Veneto                | Asiago          | Hodegart                     | 1.891           | dal 2022–23                          | 3                  |                           |
| Altre squadre che hanno partecipato alla EBEL/ICE Hockey League |                       |                       |                 |                              |                 |                                      |                    |                           |
| VEU Feldkirch                                                   | Austria (bandiera)    | Vorarlberg            | Feldkirch       | Vorarlberghalle              | 5.200           | 2003–2004                            | 1                  |                           |
| HK Acroni Jesenice                                              | Slovenia (bandiera)   | Alta Carniola         | Jesenice        | Podmežakla Hall              | 5.900           | dal 2006–07 al 2011–12               | 6                  |                           |
| HDD Olimpija Ljubljana                                          | Slovenia (bandiera)   | Slovenia Centrale     | Lubiana         | Hala Tivoli                  | 5.000           | dal 2007–08 al 2016–17               | 10                 |                           |
| KHL Medveščak Zagreb                                            | Croazia (bandiera)    |                       | Zagabria        | Dom Sportova                 | 5.000           | dal 2009–10 al 2012–13 e 2017–18     | 5                  |                           |
| Orli Znojmo                                                     | Rep. Ceca (bandiera)  | Moravia Meridionale   | Znojmo          | Hostan Arena                 | 5.500           | dal 2011–12 al 2019–20 e 2021–22     | 10                 |                           |
| Dornbirner EC                                                   | Austria (bandiera)    | Vorarlberg            | Dornbirn        | Messestadion                 | 4.270           | dal 2012–13 al 2021–22               | 10                 |                           |
| Bratislava Capitals                                             | Slovacchia (bandiera) | Bratislava            | Bratislava      | Slovnaft Aréna               | 10.055          | dal 2020–21 al 2021–22               | 2                  |                           |

## Albo d'oro

### Cronistoria
| Meistertafel (1939-1965) | Meistertafel (1939-1965)                     | Meistertafel (1939-1965)                     |
| Anno                     | Campione d'Austria                           | Campione d'Austria                           |
| ------------------------ | -------------------------------------------- | -------------------------------------------- |
| 1923                     | Wiener EV                                    | Wiener EV                                    |
| 1924                     | Wiener EV                                    | Wiener EV                                    |
| 1925                     | Wiener EV                                    | Wiener EV                                    |
| 1926                     | Wiener EV                                    | Wiener EV                                    |
| 1927                     | Wiener EV                                    | Wiener EV                                    |
| 1928                     | Wiener EV                                    | Wiener EV                                    |
| 1929                     | Wiener EV                                    | Wiener EV                                    |
| 1930                     | Wiener EV                                    | Wiener EV                                    |
| 1931                     | Wiener EV                                    | Wiener EV                                    |
| 1932                     | Pötzleinsdorfer SK                           | Pötzleinsdorfer SK                           |
| 1933                     | Wiener EV                                    | Wiener EV                                    |
| 1934                     | EC KAC                                       | EC KAC                                       |
| 1935                     | EC KAC                                       | EC KAC                                       |
| 1936                     | EK Engelmann                                 | EK Engelmann                                 |
| 1937                     | Wiener EV                                    | Wiener EV                                    |
| 1938                     | EK Engelmann                                 | EK Engelmann                                 |
| 1939-1945                | non disputato per l'annessione alla Germania | non disputato per l'annessione alla Germania |
| 1946                     | EK Engelmann                                 | EK Engelmann                                 |
| 1947                     | Wiener EV                                    | Wiener EV                                    |
| 1948                     | Wiener EV                                    | Wiener EV                                    |
| 1949                     | Wiener EV                                    | Wiener EV                                    |
| 1950                     | Wiener EV                                    | Wiener EV                                    |
| 1951                     | Wiener EV                                    | Wiener EV                                    |
| 1952                     | EC KAC                                       | EC KAC                                       |
| 1953                     | Innsbrucker EV                               | Innsbrucker EV                               |
| 1954                     | Innsbrucker EV                               | Innsbrucker EV                               |
| 1955                     | EC KAC                                       | EC KAC                                       |
| 1956                     | EK Engelmann                                 | EK Engelmann                                 |
| 1957                     | EK Engelmann                                 | EK Engelmann                                 |
| 1958                     | Innsbrucker EV                               | Innsbrucker EV                               |
| 1959                     | Innsbrucker EV                               | Innsbrucker EV                               |
| 1960                     | EC KAC                                       | EC KAC                                       |
| 1961                     | Innsbrucker EV                               | Innsbrucker EV                               |
| 1962                     | Wiener EV                                    | Wiener EV                                    |
| 1963                     | Innsbrucker EV                               | Innsbrucker EV                               |
| 1964                     | EC KAC                                       | EC KAC                                       |
| 1965                     | EC KAC                                       | EC KAC                                       |

| Bundesliga | Bundesliga           | Bundesliga           |
| Anno       | Campione d'Austria   | Campione d'Austria   |
| ---------- | -------------------- | -------------------- |
| 1966       | EC KAC               | EC KAC               |
| 1967       | EC KAC               | EC KAC               |
| 1968       | EC KAC               | EC KAC               |
| 1969       | EC KAC               | EC KAC               |
| 1970       | EC KAC               | EC KAC               |
| 1971       | EC KAC               | EC KAC               |
| 1972       | EC KAC               | EC KAC               |
| 1973       | EC KAC               | EC KAC               |
| 1974       | EC KAC               | EC KAC               |
| 1975       | ATSE Graz            | ATSE Graz            |
| 1976       | EC KAC               | EC KAC               |
| 1977       | EC KAC               | EC KAC               |
| 1978       | ATSE Graz            | ATSE Graz            |
| 1979       | EC KAC               | EC KAC               |
| 1980       | EC KAC               | EC KAC               |
| 1981       | Villacher SV         | Villacher SV         |
| 1982       | VEU Feldkirch        | VEU Feldkirch        |
| 1983       | VEU Feldkirch        | VEU Feldkirch        |
| 1984       | VEU Feldkirch        | VEU Feldkirch        |
| 1985       | EC KAC               | EC KAC               |
| 1986       | EC KAC               | EC KAC               |
| 1987       | EC KAC               | EC KAC               |
| 1988       | EC KAC               | EC KAC               |
| 1989       | Innsbrucker EV       | Innsbrucker EV       |
| 1990       | VEU Feldkirch        | VEU Feldkirch        |
| 1991       | EC KAC               | EC KAC               |
| 1992       | Villacher SV         | Villacher SV         |
| 1993       | Villacher SV         | Villacher SV         |
| 1994       | VEU Feldkirch        | VEU Feldkirch        |
| 1995       | VEU Feldkirch        | VEU Feldkirch        |
| 1996       | VEU Feldkirch        | VEU Feldkirch        |
| 1997       | VEU Feldkirch        | VEU Feldkirch        |
| 1998       | VEU Feldkirch        | VEU Feldkirch        |
| 1999       | Villacher SV         | Villacher SV         |
| 2000       | EC KAC               | EC KAC               |
| 2001       | EC KAC               | EC KAC               |
| 2002       | Villacher SV         | Villacher SV         |
| 2003       | EHC Black Wings Linz | EHC Black Wings Linz |

| Österreichische Eishockey-Liga | Österreichische Eishockey-Liga                          | Österreichische Eishockey-Liga                          |
| Anno                           | Vincitore                                               | Campione d'Austria                                      |
| ------------------------------ | ------------------------------------------------------- | ------------------------------------------------------- |
| 2004                           | EC KAC                                                  | EC KAC                                                  |
| 2005                           | Vienna Capitals                                         | Vienna Capitals                                         |
| 2006                           | Villacher SV                                            | Villacher SV                                            |
| 2007                           | EC Red Bull Salzburg                                    | EC Red Bull Salzburg                                    |
| 2008                           | Red Bull Salzburg                                       | Red Bull Salzburg                                       |
| 2009                           | EC KAC                                                  | EC KAC                                                  |
| 2010                           | Red Bull Salzburg                                       | Red Bull Salzburg                                       |
| 2011                           | Red Bull Salzburg                                       | Red Bull Salzburg                                       |
| 2012                           | Black Wings Linz                                        | Black Wings Linz                                        |
| 2013                           | EC KAC                                                  | EC KAC                                                  |
| 2014                           | HC Bolzano                                              | Red Bull Salzburg                                       |
| 2015                           | Red Bull Salzburg                                       | Red Bull Salzburg                                       |
| 2016                           | Red Bull Salzburg                                       | Red Bull Salzburg                                       |
| 2017                           | Vienna Capitals                                         | Vienna Capitals                                         |
| 2018                           | HC Bolzano                                              | Red Bull Salzburg                                       |
| 2019                           | EC KAC                                                  | EC KAC                                                  |
| 2020                           | Titolo non assegnato a causa della pandemia di COVID-19 | Titolo non assegnato a causa della pandemia di COVID-19 |
| 2021                           | EC KAC                                                  | EC KAC                                                  |
| 2022                           | Red Bull Salzburg                                       | Red Bull Salzburg                                       |
| 2023                           | Red Bull Salzburg                                       | Red Bull Salzburg                                       |
| 2024                           | Red Bull Salzburg                                       | Red Bull Salzburg                                       |
| 2025                           | Red Bull Salzburg                                       | Red Bull Salzburg                                       |

Nel caso la Österreichische Eishockey-Liga venga vinta da una squadra non austriaca, il titolo di campione d'Austria va alla squadra austriaca meglio classificata, altrimenti coincide.

### Titoli per squadra
| Club                | Titoli | Anni |
| ------------------- | ------ | --- |
| KAC                 | 32     | 1934, 1935, 1952, 1955, 1960, 1964, 1965, 1966, 1967, 1968, 1969, 1970, 1971, 1972, 1973, 1974, 1976, 1977, 1979, 1980, 1985, 1986, 1987, 1988, 1991, 2000, 2001, 2004, 2009, 2013, 2019, 2021 |
| Wiener EV Wiener EG | 17     | 1923, 1924, 1925, 1926, 1927, 1928, 1929, 1930, 1931, 1937, 1947, 1948, 1949, 1950, 1951, 1962                                                                                                 |
| Red Bull Salisburgo | 10     | 2007, 2008, 2010, 2011, 2015, 2016, 2022, 2023, 2024, 2025 |
| VEU Feldkirch       | 9      | 1982, 1983, 1984, 1990, 1994, 1995, 1996, 1997, 1998 |
| EV Innsbruck        | 7      | 1953, 1954, 1958, 1959, 1961, 1963, 1989 |
| Villacher SV        | 6      | 1981, 1992, 1993, 1999, 2002, 2006 |
| Engelmann Vienna    | 5      | 1936, 1938, 1946, 1956, 1957 |
| ATSE Graz           | 2      | 1975, 1978 |
| Black Wings Linz    | 2      | 2003, 2012 |
| Vienna Capitals     | 2      | 2005, 2017 |
| Bolzano             | 2      | 2014, 2018 |
| Pötzleinsdorfer SK  | 1      | 1932 |

In grassetto le vittorie nel campionato quando alla conquista del titolo partecipavano anche squadre provenienti da fuori Austria.

### Finali di Österreichische Eishockey-Liga
| Stagione | Nazionalità delle squadre | Campione                                         | Serie                                            | Finalista                                        |
| 2003-04  | Austria (bandiera) | EC KAC                                           | 3-2                                              | EC VSV                                           |
| 2004-05  | Austria (bandiera) | Vienna Capitals                                  | 4-3                                              | EC KAC                                           |
| 2005-06  | Austria (bandiera) | EC VSV                                           | 4-2                                              | EC Red Bull Salzburg                             |
| 2006-07  | Austria (bandiera) · Slovenia (bandiera)                                                                                          | EC Red Bull Salzburg                             | 4-1                                              | EC VSV                                           |
| 2007-08  | Austria (bandiera) · Slovenia (bandiera) · Ungheria (bandiera)                                                                    | EC Red Bull Salzburg                             | 4-2                                              | HDD Olimpija Ljubljana                           |
| 2008-09  | Austria (bandiera) · Slovenia (bandiera) · Ungheria (bandiera)                                                                    | EC KAC                                           | 4-3                                              | Red Bulls Salzburg                               |
| 2009-10  | Austria (bandiera) · Slovenia (bandiera) · Ungheria (bandiera) · Croazia (bandiera)                                               | EC Red Bull Salzburg                             | 4-2                                              | EHC Linz                                         |
| 2010-11  | Austria (bandiera) · Slovenia (bandiera) · Ungheria (bandiera) · Croazia (bandiera)                                               | EC Red Bull Salzburg                             | 4-3                                              | EC KAC                                           |
| 2011-12  | Austria (bandiera) · Slovenia (bandiera) · Ungheria (bandiera) · Croazia (bandiera) · Rep. Ceca (bandiera)                        | EHC Linz                                         | 4-1                                              | EC KAC                                           |
| 2012-13  | Austria (bandiera) · Slovenia (bandiera) · Ungheria (bandiera) · Croazia (bandiera) · Rep. Ceca (bandiera)                        | EC KAC                                           | 4-0                                              | Vienna Capitals                                  |
| 2013-14  | Austria (bandiera) · Slovenia (bandiera) · Ungheria (bandiera) · Rep. Ceca (bandiera) · Italia (bandiera)                         | HC Bolzano                                       | 3-2                                              | EC Red Bull Salzburg                             |
| 2014-15  | Austria (bandiera) · Slovenia (bandiera) · Ungheria (bandiera) · Rep. Ceca (bandiera) · Italia (bandiera)                         | EC Red Bull Salzburg                             | 4-0                                              | Vienna Capitals                                  |
| 2015-16  | Austria (bandiera) · Slovenia (bandiera) · Ungheria (bandiera) · Rep. Ceca (bandiera) · Italia (bandiera)                         | EC Red Bull Salzburg                             | 4-2                                              | Orli Znojmo                                      |
| 2016-17  | Austria (bandiera) · Slovenia (bandiera) · Ungheria (bandiera) · Rep. Ceca (bandiera) · Italia (bandiera)                         | UPC Vienna Capitals                              | 4-0                                              | EC-KAC                                           |
| 2017-18  | Austria (bandiera) · Ungheria (bandiera) · Rep. Ceca (bandiera) · Italia (bandiera) · Croazia (bandiera)                          | HC Bolzano                                       | 4-3                                              | EC Red Bull Salzburg                             |
| 2018-19  | Austria (bandiera) · Ungheria (bandiera) · Rep. Ceca (bandiera) · Italia (bandiera) · Croazia (bandiera)                          | EC KAC                                           | 4-2                                              | Vienna Capitals                                  |
| 2019-20  | Austria (bandiera) · Ungheria (bandiera) · Rep. Ceca (bandiera) · Italia (bandiera)                                               | Titolo non assegnato per la pandemia di COVID-19 | Titolo non assegnato per la pandemia di COVID-19 | Titolo non assegnato per la pandemia di COVID-19 |
| 2020-21  | Austria (bandiera) · Ungheria (bandiera) · Italia (bandiera) · Slovacchia (bandiera)                                              | EC KAC                                           | 4-1                                              | HC Bolzano                                       |
| 2021-22  | Austria (bandiera) · Ungheria (bandiera) · Italia (bandiera) · Slovacchia (bandiera) · Rep. Ceca (bandiera) · Slovenia (bandiera) | EC Red Bull Salzburg                             | 4-0                                              | Fehérvár AV19                                    |
| 2022-23  | Austria (bandiera) · Ungheria (bandiera) · Italia (bandiera) · Slovenia (bandiera)                                                | EC Red Bull Salzburg                             | 4-3                                              | HC Bolzano                                       |
| 2023-24  | Austria (bandiera) · Ungheria (bandiera) · Italia (bandiera) · Slovenia (bandiera)                                                | EC Red Bull Salzburg                             | 4-3                                              | EC KAC                                           |

### Titoli per squadra dalla nascita del nuovo campionato
| Club                 | Titoli |
| -------------------- | ------ |
| EC Red Bull Salzburg | 9      |
| EC KAC               | 5      |
| Vienna Capitals      | 2      |
| HC Bolzano           | 2      |
| EC VSV               | 1      |
| EHC Linz             | 1      |

## Premi ai giocatori
Ogni anno vengono assegnati il premio Ron Kennedy Trophy e il premio EBEL YoungStar, riservati rispettivamente al miglior giocatore e al miglior giovane del campionato.